# D Mol
D Mol (Re menor) fue un grupo musical montenegrino que representó a Montenegro en el Festival de la Canción de Eurovisión 2019 en Tel Aviv con la canción Heaven, tras ganar el Montevizija 2019, su preselección nacional. Actuaron en la primera mitad de la primera semifinal del certamen musical europeo.

## Miembros
- Tamara Vujačić
- Mirela Ljumić
- Željko Vukčević
- Ivana Obradović
- Emel Franca
- Rizo Feratović